# Grubusch
Grubusch ist eine Wüstung im Stadtgebiet von Erkelenz im Kreis Heinsberg in Nordrhein-Westfalen.
Die im Mittelalter untergegangene Siedlung lag östlich von Erkelenz in Richtung des heutigen Dorfes Terheeg. Überliefert wurde der Name in den Flurnamen Am Grubusch und Grubuscher Feld. Heute erinnert zudem der Straßenname Am Grubusch an die ehemalige Siedlung, die Straße führt in das südlich gelegene Nachbardorf Wockerath. 
Erstmals urkundlich erwähnt wurde Grubusch im Jahre 1309. Aus dem 15. Jahrhundert sind etliche Erkelenzer Familiennamen überliefert, die sich nach diesem Ort nannten.
Der Name ist in verschiedenen Schreibweisen überliefert:
Grubusch, Gruytbusch, Grutbusch, Gubosch und Grobbusch.
Koordinaten: 51° 4′ 45″ N, 6° 20′ 0″ O